# Rudolf Emanuel Effinger

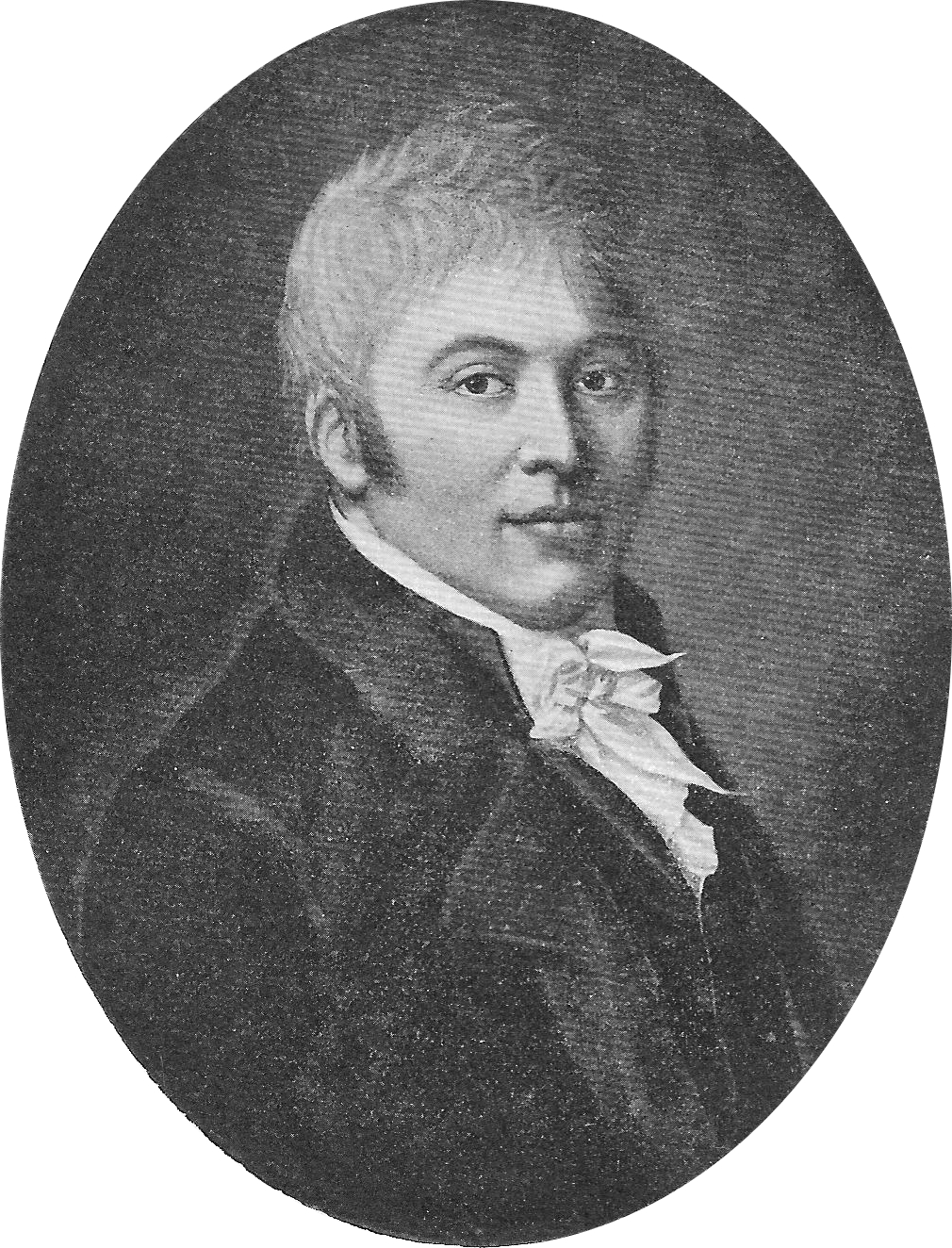
Rudolf Emanuel Effinger, Porträt von Johann Daniel Mottet (1807)

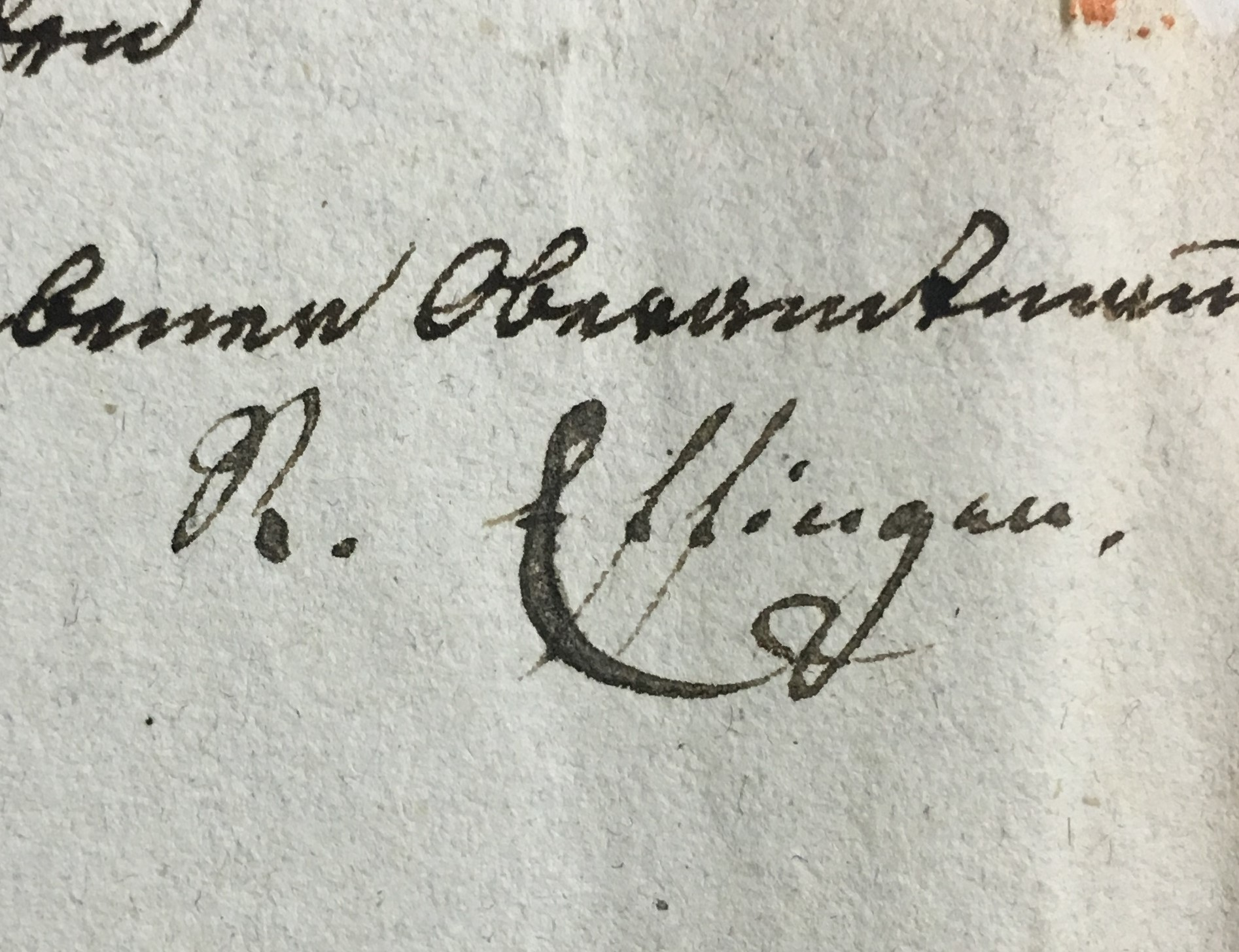
Effingers Unterschrift (1822)

Rudolf Emanuel Effinger (von Wildegg) (* 10. Juni 1771 in Wildegg; † 29. November 1847 in Wildenstein), heimatberechtigt in Bern, war ein Schweizer Politiker, Offizier und Agronom.

## Leben
Effinger kam als Sohn des bernischen Dragonerobersten Niklaus Albrecht Effinger und der Maria Magdalena Tscharner (2. Ehe) zur Welt. Er wurde durch Hauslehrer, später in Aarau, an der Académie militaire in Colmar sowie an der Hohen Karlsschule in Stuttgart ausgebildet. 1789 trat er in die holländische Schweizergarde ein und verliess diese 1792 wieder, um in österreichische Dienste zu treten. Als Adjutant des Generals Friedrich von Hotze machte Effinger 1793 im Ersten Koalitionskrieg die Belagerung von Mainz und den Feldzug im Elsass mit. Er zeichnete sich bei Erstürmung der Weißenburger Linien aus, wobei er die Aufmerksamkeit des Feldmarschalls Dagobert Sigmund von Wurmser auf sich zog, was ihm unter seinen Freunden den Übernamen «Wurmser» einbrachte.
Mit seinem Bruder Ludwig Albrecht Effinger unternahm er 1796 eine längere Reise nach Italien, anschliessend reiste er nach Paris. Im Winter 1798 heiratete er Maria Carolina Rosina von Mülinen, Tochter des Schultheissen Albrecht von Mülinen. Bald darauf, anfangs März, kämpfte er als Generaladjutant des bernischen Oberbefehlshabers Karl Ludwig von Erlach gegen die französische Invasion vor Bern. Zusammen mit anderen Offizieren wurde er gefangen genommen, nach Besançon abgeführt und erst Ende April wieder freigelassen. 1802 kommandierte er im Stecklikrieg die Aargauer und erreichte damit den Abzug der helvetischen Regierung aus Bern.
Nach dem Tod seines Vaters erbten er und sein Bruder die Schlösser Wildegg und Kiesen. Effinger verkaufte die Hälfte der Wildegg an seinen Bruder und erwarb im Gegenzug von diesem seine Hälfte an Kiesen, wo er 1815 die erste genossenschaftliche Talkäserei begründete. 1803 wurde er Mitglied des bernischen Grossen Rates und Oberamtmann von Konolfingen, ab 1805 war er zudem Oberst der bernischen Dragoner. 1813 wurde er zum Stadtkommandant von Bern ernannt, 1814 kommandierte er die bernischen Streitkräfte während der Oberländer Unruhen und 1815 war er eidgenössischer Brigadeoberst beim Einrücken in die Franche-Comté.
In den Jahren 1816 bis 1821 war er Mitglied des bernischen Kleinen Rates und von 1821 bis 1831 Präsident des Kriegsrates. Als Oberamtmann von Wangen an der Aare (1821 bis 1830) gründete er 1824 die dortige Ersparniskasse sowie eine weitere Käserei. 1831 war er bis zur Abdankung der aristokratischen Regierung Oberbefehlshaber der bernischen Truppen.
Effinger bewirtschaftete seit 1819 die Wildensteiner Güter seines Schwagers Niklaus Friedrich von Mülinen und bewohnte zu diesem Zweck zeitweise das Pächterhaus daselbst. 1840 konnte er das Schloss Wildenstein kaufen und 1846 gelang es ihm, von den Mülinen die Güter hinzuzuerwerben.

## Schriften
- Die Vertheidigung der Ormonts im Jahr 1798, meist nach Berichten von Augenzeugen. Mit Anmerkungen über die gleichzeitigen Vorfälle in der Waadt und einem Situationsplan, Bern 1846.